# Feministična zunanja politika
Feministična zunanja politika ali feministična diplomacija je koncept, ki poziva državo k spodbujanju vrednot in dobrih praks za doseganje enakosti spolov ter zagotavljanje, da bi vse ženske preko diplomatskih odnosov uživale človeke pravice. Prakso je začela nekdanja švedska ministrica za zunanje zadeve Margot Wallström.
Feministična zunanja politika prevladuje pri razvojni pomoči, kjer lahko financiranje cilja in spodbuja programe, ki dajejo prednost enakosti spolov. Prevladuje tudi v diplomaciji, ko si prizadevamo za enakost spolov pri številu veleposlaniških mest. Cilji feministične zunanje politike vključujejo (vendar niso omejeni na):
- boj proti spolnemu in seksističnemu nasilju;[4]
- izobraževanje žensk in deklet ter moških in fantov; [4]
- ekonomska emancipacija žensk po vsem svetu;[4][5]
- vključevanje žensk v politiko in odločanje;[1]
- vključevanje žensk v mirovna pogajanja in pogodbe[1]

Po mnenju Margot Wallström je z vključitvijo žensk v mirovna pogajanja večja verjetnost, da bodo ta uspešna in spoštovana, saj so pozitivni učinki dokazani. Pravzaprav je statistična analiza 182 podpisanih mirovnih sporazumov med letoma 1989 in 2011 pokazala, da je za mirovne sporazume, v katere so vpletene ženske, »35 odstotno večja verjetnost, da bodo trajali petnajst let«.

## Razširjenost v svetu
Od maja 2011 je 45 držav in Evropska unija ratificiralo Istanbulsko konvencijo, pogodbo Sveta Evrope o človekovih pravicah, katere cilj je preprečiti nasilje, zaščititi žrtve in odpraviti nekaznovanje storilcev. Enakost spolov je eden od 17 ciljev trajnostnega razvoja, ki so jih leta 2015 določili Združeni narodi. Da bi dosegli ta širok, univerzalni cilj, so bili postavljeni posebni cilji. Med njimi je cilj 5.5: "Zagotoviti polno in učinkovito udeležbo žensk ter enake možnosti za vodenje na vseh ravneh odločanja v političnem, gospodarskem in javnem življenju." Da bi dosegli ta cilj, so vzpostavljeni naslednji kazalniki:
- 5.5.1: Delež sedežev žensk v nacionalnih parlamentih in lokalnih vladah
- 5.5.2: Delež žensk na vodstvenih položajih [10]

V govoru 27. februarja 2020 je generalni sekretar Združenih narodov António Guterres promoviral pomen žensk na političnih vodstvenih položajih na vseh področjih upravljanja:
... pri zastopanosti žensk v vladi ne gre za stereotipna "ženska vprašanja", kot je nasprotovanje spolnemu nadlegovanju ali spodbujanje varstva otrok. Ženske v vladi spodbujajo družbeni napredek in pomembne spremembe v življenju ljudi. Ženske pogosteje zagovarjajo naložbe v izobraževanje in zdravje; ter iskati medstrankarsko soglasje in skupni jezik. Ko število žensk doseže kritično maso, je večja verjetnost, da bodo vlade uvajale inovacije in izzivale ustaljene ortodoksije. Z drugimi besedami, ženske v politiki redefinirajo in redistribuirajo moč. Ni naključje, da vlade, ki na novo opredeljujejo BDP, da bi vključil dobro počutje in trajnost, vodijo ženske. To je preprosta matematika.
Oktobra 2022 je Tobias Billstrom, zunanji minister vlade takrat novega švedskega premierja Ulfa Kristerssona, napovedal preobrat švedske feministične zunanje politike. Rachel A. George je v Foreign Policy dejala, da bo feministična zunanja politika ostala vplivna, ker se nova švedska vlada še vedno javno zavzema za pravice žensk, zmanjšanje pomoči za enakost spolov lahko povzroči negativen odziv volivcev, feministična zunanja politika pa se je razširila na več držav, med drugim na Kanado (2017), Francijo (2019), Mehiko (2020), Španijo (2021), Luksemburg (2021), Nemčijo (2021) in Čile (2022).

### Evropska unija
Vprašanje enake zastopanosti je bilo v ospredju evropske agende zadnjih nekaj let. Sedanja predsednica Evropske komisije Ursula von der Leyen je leta 2019 postala prva ženska na tem položaju, zaradi česar je uravnotežena zastopanost spolov temelj njenega predsedovanja. Od septembra 2020 kolegij komisarjev sestavlja 13 žensk in 14 članov.
Evropska komisija je marca 2020 predstavila strategijo za enakost spolov za obdobje 2020–2025, ki določa vrsto ključnih ukrepov za zagotovitev enake perspektive v vseh vidikih političnih področij EU. Kot je zapisala predsednica Evropske komisije Ursula von der Leyen:
Enakost spolov je temeljno načelo Evropske unije, vendar še ni resničnost. V poslu, politiki in družbi kot celoti lahko svoj polni potencial dosežemo le, če uporabimo ves svoj talent in raznolikost. Uporaba samo polovice prebivalstva, polovice idej ali polovice energije ni dovolj dobra. S strategijo za enakost spolov si prizadevamo za večji in hitrejši napredek pri spodbujanju enakosti med moškimi in ženskami. 
V Evropski službi za zunanje delovanje, glavni agenciji, odgovorni za evropsko zunanjo politiko, ženske zasedajo le 31,3 odstotka položajev srednjega vodstva in 26 odstotka položajev višjega vodstva, v primerjavi s 40 odstotki v Evropski komisiji in Evropskem parlamentu.
Oktobra 2020 je Evropski parlament potrdil poročilo, ki spodbuja enakost spolov v zunanji politiki EU, podprlo ga je 477 poslancev, 112 jih je bilo proti in 94 odsotnih. Poročilo zahteva najmanj 50 odstotkov žensk na vseh položajih odločanja in 85 odstotkov razvojne pomoči Evropske unije (EU), ki naj se nameni za programe, ki posebej podpirajo enakost spolov. 
Kar zadeva ključni položaj visokega predstavnika Evropske unije za zunanje zadeve in varnostno politiko, so funkcijo od njene ustanovitve z Lizbonsko pogodbo leta 2009 zasedale tri osebe, med njimi dve ženski: Catherine Ashton (2009–2014) in Federica Mogherini (2014–2019).
Novembra 2019 je Christine Lagarde postala prva predsednica Evropske centralne banke.

### Francija
Prva ženska, imenovana za diplomatko v Franciji, je bila Suzanne Borel, ki je leta 1930 opravila sprejemni izpit na francoskem zunanjem ministrstvu. Kljub opravljenemu izpitu ji je bil prepovedan dostop do več oddelkov, rezerviranih za moške. Delati je smela le v pariških ministrovih uradih. Marcelle Campana je bila prva ženska, ki je leta 1972 postala francoska veleposlanica v Panami.
Naslednje leto je število žensk, ki delujejo na področju diplomacije, začelo naraščati, a so bili ti položaji še vedno večinoma šibki. V osemdesetih in devetdesetih letih prejšnjega stoletja je bila večina diplomatk, ki so predstavljale Francijo, napotenih v zmerno močne države ali države, s katerimi francoska država ni imela privilegiranih odnosov. Evropske zadeve so predstavljale izjemo, kjer so Francozinje lahko zasedale pomembne položaje. Simone Veil in Nicole Fontaine sta bili na primer izvoljeni za predsednici Evropskega parlamenta. Christiane Scrivener in Edith Cresson sta bili tudi komisarki. 
Leta 2002 in 2010 je bila za ministrstvo za obrambo, ki je trenutno znano kot ministrstvo za oborožene sile oziroma ministrstvo za zunanje zadeve, imenovana ženska, ministrica pa je bila Michèle Alliot-Marie. Še vedno je edina ženska, ki je bila ministrica za zunanje zadeve.
Maja 2017 je francoski predsednik Emmanuel Macron razglasil enakost spolov za steber svojega predsedovanja. Njegova vlada je francoski razvojni agenciji obljubila 120 milijonov evrov, denar, namenjen pomoči feminističnim gibanjem in nevladnim organizacijam pri boju za enakost spolov po vsem svetu.
13. marca 2018 je med začetkom 62. zasedanja Komisije za položaj žensk (CSW) Marlène Schiappa, državna sekretarka za enakost spolov, napovedala, da želi Francija dati prednost vprašanjem enakosti spolov v svetu. Napovedala je, da bo 50 odstotkov sredstev razvojne pomoči namenjenih projektom v prid enakosti med dekleti in fanti pred letom 2022 ter dodatnih 10 milijonov evrov v korist pobude "Ona odloča", ki se bori za spolno in reproduktivno zdravje ter pravice.
Septembra 2018 je Emmanuel Macron med uvodnim zasedanjem 73. Generalne skupščine ZN pozval k mednarodni mobilizaciji proti femicidom.
Marca 2019 sta Marlene Schiappa in Jean-Yves le Drian, minister za zunanje zadeve, objavila op-ed v Libérationu, v katerem sta razglasila, da bi francosko prizadevanje za enakost spolov lahko vodilo pot k enakosti spolov v svetu.
Medtem so ženske v francoski diplomaciji še vedno v manjšini. Do marca 2019 je bila le četrtina francoskih diplomatov žensk.

### Združene države Amerike
Ameriška zunanja politika je žensko vprašanje začela vključevati na svoj dnevni red od sedemdesetih let 20. stoletja, ko je feministično gibanje doma pridobivalo zagon. V času predsednika Carterja (1977 do 1981) je bila obramba človekovih pravic vzpostavljena kot steber zunanje politike, leta 1994 pa je bil pri Agenciji Združenih držav za mednarodni razvoj ustanovljen urad, posvečen vlogi žensk v razvoju.
Preobrat se je zgodil leta 1995 v Pekingu, kjer je takratna prva dama ZDA Hillary Clinton grajala zanikanje kitajske vlade ter avtonomijo in reproduktivno svobodo žensk z izjavo: "Človekove pravice so pravice žensk in pravice žensk so človekove pravice." Med govorom na četrti svetovni konferenci Združenih narodov o ženskah je pozvala k prihodnosti, v kateri bo "vsaka ženska obravnavana spoštljivo in dostojanstveno". Ta izjava je navdihnila mnoge, Margot Wallström je misel redno ponavljala. Clintonova je bila tako zaslužna za to, da je ženske postavila v središče oblikovanja zunanje politike ZDA s priznavanjem in institucionalizacijo povezave med statusom žensk in doseganjem ciljev nacionalne varnosti. Poleg tega Hudson in Leidl to označujeta kot "prelomni dogodek za ZDA in verjetno za ves svet" in pojasnjujeta, kako je vzpostavila tisto, kar je zdaj konceptualizirano kot doktrina Hillary, v kateri je Hillary Clinton postavila načela feministične zunanje politike, vključno z obsodbo posilstva kot vojnega orožja in pozivi k odpravi diskriminacije na podlagi spola, kar je olajšalo sprejetje resolucije Varnostnega sveta Združenih narodov 1325 leta 2000, ki je priznala ključno vlogo žensk v mirovnih in varnostnih zadevah. Resolucija je pozvala države, naj ženske vključijo v oblikovanje zunanje politike, novinarje in aktiviste pa, da naj zagotovijo, da bodo ženske povabljene k sodelovanju na večjih mednarodnih srečanjih in pogajanjih.
V času predsedovanja Billa Clintona je Hillary Clinton s pomočjo državne sekretarke Madeleine Albright in drugih javno izpostavljala spolno nasilje med balkanskimi vojnami ter opozarjala na srbsko vojsko in njena brutalna dejanja. Leta 2001 je State Department izdal letno poročilo o trgovini z ljudmi, ki je razvrstilo države glede na toleranco do kriminala, ki nesorazmerno žrtvuje ženske.
Hillary Clinton je kot državna sekretarka od leta 2009 do 2013 pod Obamovo administracijo skušala okrepiti idejo, da lahko dobro počutje in interesi žensk igrajo pomembno vlogo v nacionalni varnostni politiki ZDA. Leta 2009 je povišala Urad za globalna ženska vprašanja pri State Departmentu, tako da bo neposredno poročal njej, in povečala proračun. Istega leta je Clintonova predstavila strateški načrt za State Department in USAID, Štiriletni pregled diplomacije in razvoja, da bi vključila ženske v svoj predlog politike. Poročilo je razglasilo, da "status žensk na svetu ni le vprašanje morale – je vprašanje nacionalne varnosti", iz njega pa so izhajale politične pobude, ki so segale od zdravja, prehrane, nasilja nad ženskami, zbiranja podatkov o ženskah, in med drugim tudi otroške poroke. Clintonova je dejansko spodbudila projekte, namenjene napredku stanja žensk, in dala okvir, na katerega so se diplomati in zagovorniki lahko sklicevali pri svojemu delu. Kljub temu se je učinek njenih prizadevanj v družbah, kot sta Gvatemala in Savdska Arabija, kjer sta seksizem in patriarhat globoko vkoreninjena, predstavljal kot izziv. Včasih je morala Clintonova pravico žensk prostovoljno podrediti drugim diplomatskim in varnostnim interesom, da bi ohranila svojo vlogo verodostojne državne sekretarke.
Pod Bidnovo administracijo je prva podpredsednica Kamala Harris napovedala, da bodo sledili "celovitemu načrtu", ki zagotavlja priložnosti in ščiti pravice žensk povsod.

### Nova Zelandija
Nova Zelandija je bila prva država, ki je ženskam leta 1893 dala volilno pravico, prav tako pa je bila uvrščena na deveto mesto med 144 državami glede enakosti spolov glede na Global Gender Gap Index 2016 Svetovnega gospodarskega foruma. Vendar je njena premierka Jacinda Ardern poudarila, da "ni prostora za samozadovoljstvo"  in da si bo država še naprej prizadevala za podporo dekletom in ženskam pri izobraževanju, odpravo nasilja v družini in odpravo razlik v plačah. Ardernova je bila mednarodno pohvaljena zaradi učinkovitega odziva svoje vlade na COVID-19 skupaj z drugimi voditeljicami, vključno s tajvansko predsednico Tsai Ing-wen in nemško kanclerko Angelo Merkel, kar je dodatno poudarilo pomen feministične zunanje politike za svet.

### Mehika in Latinska Amerika
Po tem, ko je mehiški minister za zunanje zadeve Marcelo Ebrard obljubil, da bo Mehika leta 2019 sprejela feministično zunanjo politiko, je mehiška vlada svojo zavezanost k temu naznanila v začetku leta 2020 in tako postala prva država v Latinski Ameriki, ki se je k temu zavezala. Mehika je tudi prva država na globalnem jugu, ki je sprejela feministično zunanjo politiko.
Strategija države, ki se bo najprej izvajala v mandatu 2020–2024, se vrti okoli 5 osi: »zunanja politika s perspektivo spola in feministična agenda v tujini; pariteta znotraj zunanjega ministrstva; zunanje ministrstvo brez nasilja, ki je varno za vse; Vidna enakost; in feminizem na vseh področjih zunanjega ministrstva.« Po besedah Lyrica Thompsona, direktorja politike in zagovorništva pri Mednarodnem centru za raziskave o ženskah, ta strategija predstavlja dobro zavezo, zahvaljujoč nastavljenemu časovnemu razporedu dogodkov in meril, ki jim mora vlada slediti. Na primer, določeno je bilo, da bo vlada kmalu po objavi strategije sodelovala z mehiško zakonodajno zbornico o tej temi.
Kljub notranjim bojem Mehike z nasiljem nad ženskami si je država prizadevala za druge feministične pobude, pravi Martha Delgado, podsekretarka za večstranske zadeve in človekove pravice na ministrstvu za zunanje zadeve Mehike. V preteklosti je Mehika vodila prizadevanja za boj proti diskriminaciji na podlagi spola v mednarodnih forumih, kot je Organizacija ameriških držav, ali na poznejših konferencah UNFCCC COP. V skladu z drugimi feminističnimi zunanjimi politikami Mehika po 25 letih organizira zdaj preloženi Forum o enakosti generacij, francosko-mehiško pobudo, »da bi ocenili trenutna prizadevanja in dali predloge za izboljšanje enakosti spolov in pravic spolov«.

### Kanada
Kanada je leta 2017 uvedla politiko feministične mednarodne pomoči (FIAP), da bi s krepitvijo vloge žensk izkoreninila revščino po vsem svetu. Ministrica za mednarodni razvoj in frankofonijo, Marie-Claude Bibeau, je oblikovala politiko med prvim mandatom Justina Trudeauja kot predsednika vlade. Ta si je prizadeval za oblikovanje spolno uravnotežene vlade, tudi sicer je Trudeau močan zagovornik feminizma.
Bibeau je po posvetovanju s 65 državami ustvarila politiko, ki se je za ustvarjanje blaginje močno oprla na enakost spolov. Njene ugotovitve so pokazale, da bi opolnomočenje žensk in deklet ter enakost spolov spodbudili gospodarsko rast na globalnem jugu.
Uradna izjava se glasi: »Kanada sprejema feministično mednarodno politiko pomoči, ki želi izkoreniniti revščino in zgraditi bolj miren, bolj vključujoč in uspešnejši svet. Kanada je trdno prepričana, da sta spodbujanje enakosti spolov in opolnomočenje žensk in deklet najučinkovitejši pristop k doseganju tega cilja.
Ob upoštevanju kanadskih vrednot naj bi politika podpirala Pariški sporazum in cilje trajnostnega razvoja (SDG), sklop ciljev, ki so jih ustvarili Združeni narodi v prizadevanju za izkoreninjenje revščine do leta 2030. Vendar pa zaradi COVID-19 in temeljne škode, ki jo je povzročil na globalnem jugu, poročilo SDG kaže na močno povečanje revščine. Zapiranje šol zaradi pandemije je negativno vplivalo na izobraževanje deklet in žensk, kar je posledično oviralo napredek, ki ga je pri zavzemanju za enakost spolov dosegla kanadska FIAP.

### Slovenija
V Sloveniji je feministično zunanjo politiko vpeljala Tanja Fajon, ki je bila takrat prva ženska na položaju ministrice za zunanje zadeve Republike Slovenije. Idejo je predstavila a 26. posvetu slovenske diplomacije, ki je potekal 25. in 26. januarja 2023 na Brdu pri Kranju, je Tanja Fajon napovedala spremembe slovenske strategije zunanje politike. Vanjo je kot eenega od stebrov uvrstila tudi feministično zunanjo politiko, kar po besedah Fajonove pomeni zavzemanje za enakost spolov.